# Sekscoaching

Sekscoaching, ook wel seksuologisch lichaamswerk genoemd, is een vorm van coaching die zich richt op seksualiteit.

## Werkwijze
Een sekscoach maakt gebruik van coachingstechnieken om te helpen iemands seksleven te verbeteren of te verrijken. Deze coachingstechnieken zijn gericht op verandering door ervaring, waarbij de instelling is om iets praktisch te leren, variërend van communicatietechnieken tot het leren vrijen.
In tegenstelling tot therapie gaat het er niet om het verleden te verwerken, maar door nieuwe ervaringen nieuwe wegen in te slaan en oude patronen los te durven laten. Tegelijkertijd wordt mentale begeleiding als noodzakelijk gezien.
Sekscoaching kan gebruikt worden voor serieuze problemen zoals pornoverslaving, te vroeg klaarkomen, impotentie, pijn bij het vrijen, te laag libido, seksuele verschillen in de relatie. En ook als introductie naar seks bij onvrijwillige maagdelijkheid, daten, van masturberen tot neuken, en als verbetering van het seksleven, zoals Tantra en het vinden van je soulmate.

## Methoden
Bij sekscoaching wordt gebruikgemaakt van verschillende methoden zoals:
- algemene seksuele voorlichting, voorbeeld zijn, psyche van beminnen
- individuele-, partner- en groepssessies
- workshops, lezingen, beeldbellen, presentaties van radio- en tv-programma's en optredens
- coachingsmethoden en methoden uit lichaamsgericht werk
- masturbatiewijsheid, neutraliseren gevolgen pornoverslaving
- toenaderings- een praktische aanraaksessies
- Tantra-methoden, zoals massages, eerste aanrakingen, soms lingam en yoni-massage
- ademhalingsoefeningen en bekkenbodem ontspanningsoefeningen
- bekijken van afbeeldingen en de betere video’s, voorlichting beschermende materialen

Een sekscoach is vraagbaak, doorverwijzer en/of tijdelijke oefenpartner die de cliënt(en) helpt bij het (her)ontdekken van zijn/haar/hun seksualiteit, zelfzorg en eigenwaarde. In tegenstelling tot een seksuoloog heeft een sekscoach de vrijheid om, indien noodzakelijk en gewenst, aan te raken, uit eigen ervaring te vertellen en heel soms gebruik te maken van expliciet pornografisch materiaal. Een sekscoach werkt in bepaalde situaties samen met een doorverwijzende (alternatieve) specialist, huisarts, seksuoloog, psycholoog, sociaal werker, traumaspecialist en/of geestelijk begeleider.

## Bekend van tv en radio
Sekscoaches zijn bekend geworden via tv-programma’s als Neuken doe je zo! en Beter in Bed en de Channel4 documentaire Virgin School. Wellicht de bekendste is Cora Emens. Ook te zien in items in de programma's Jensen en BNN's 'Spuiten en Slikken'. Op de radio zijn sekscoaches regelmatig te horen in Veronica's v-Radio en FunX. In 2017 besteedde Lauren Verster aandacht aan het begeleiden van mensen die intiem onervaren zijn in de tv-serie van Lauren Verster en de Liefde, met medewerking van Marion van der Stad.

## Organisaties
In Nederland is er onder andere Aquarion met oefensessies en de Nederlandse Orde van Intimiteitscoaches en Surrogaatpartners (Stichting NOVIS), een Netwerk van sekscoaches. Internationaal is er onder andere het International Institute for Sexological Bodywork en de Association of Certified Sexological Bodyworkers met vertegenwoordiging in onder andere de Verenigde Staten, Australië, Duitsland en Zwitserland.